# Dichterliebe
Dichterliebe (L'amore del poeta) è il più famoso ciclo di lieder del compositore Robert Schumann. Scritto nel 1840, porta il n. di opus 48. I testi delle 16 canzoni sono tratti da poesie della raccolta Lyrisches Intermezzo di Heinrich Heine, contenuta nel Buch der Lieder.

## L'opera
Per i testi, Schumann lavorò sulla seconda edizione del Buch der Lieder di Heine, pubblicata nel 1837; mise in musica 20 canzoni, ma solo 16 di queste furono incluse nella prima edizione in due volumi uscita a Lipsia presso la stamperia C.F.Peters nel 1844.
Le composizioni riflettono il carattere sensibile delle poesie originali, grazie a cromatismi e pause. La lunghezza dei versi è adattata alle esigenze dell'accentazione, anche con ripetizione di frasi e sostituzione di parole; per questa ragione Dichterliebe è un'opera diversa dal Lyrisches Intermezzo, che consiste di un prologo in versi seguito da 65 poesie. Nel prologo si racconta di un cavaliere che siede tutto il giorno con umore cupo nella propria stanzetta da poeta, mentre la notte riceve la visita della moglie, una fata con la quale danza fino all'alba. Alla fine dell'opera il cavaliere chiude tutte le "vecchie canzoni malvagie" insieme al proprio doloroso amore in un sarcofago, che dodici giganti trasporteranno sino alla riva del mare per gettarvelo.
La quasi totalità delle incisioni disponibili è per voce maschile, ma il lavoro originale è dedicato alla famosa soprano Wilhelmine Schröder-Devrient.

### I lieder
I numeri si riferiscono alla corrispondente poesia, senza titolo, del Lyrisches Intermezzo di Heine.
1. Im wunderschönen Monat Mai (Nel meraviglioso mese di maggio) poesia n. 1
2. Aus meinen Tränen sprießen (Dalle mie lacrime sbocciano fiori) poesia n. 2
3. Die Rose, die Lilie, die Taube, die Sonne (La rosa, il giglio, la colomba, il sole) poesia n.3
4. Wenn ich in deine Augen seh (Quando guardo dentro i tuoi occhi) poesia n. 4
5. Ich will meine Seele tauchen (Voglio immergere la mia anima nel calice del giglio) poesia n. 7
6. Im Rhein, im heiligen Strome (Nel Reno, nel sacro fiume) poesia n. 11
7. Ich grolle nicht (Non ti serbo rancore) poesia n.18
8. Und wüßten's die Blumen, die kleinen (Se i piccoli fiori sapessero) poesia n. 22
9. Das ist ein Flöten und Geigen (Musica di flauti e violini) poesia n. 20
10. Hör' ich das Liedchen klingen (Quando sento quella canzone) poesia n. 40
11. Ein Jüngling liebt ein Mädchen (Un giovane amava una fanciulla) poesia n. 39
12. Am leuchtenden Sommermorgen (Un'assolata mattina d'estate) poesia n. 45
13. Ich hab' im Traum geweinet (Ho pianto in sogno) poesia n. 55
14. Allnächtlich im Traume (Ti vedo ogni notte in sogno) poesia n 56
15. Aus alten Märchen winkt es (Raccontano le vecchie leggende) poesia n. 43
16. Die alten, bösen Lieder (I vecchi canti malvagi) poesia n. 65

## Incisioni di rilievo
- Ian Bostridge con Julius Drake (1998)
- Thom Denijs (tenore) con Enni Denijs-Kroyt, 1928  (HMV 78rpm D2062-64)
- Dietrich Fischer-Dieskau con Alfred Brendel (Philips CD Dig 416 352-2).
- Dietrich Fischer-Dieskau con Jörg Demus (DGG LPM 18370)
- Dietrich Fischer-Dieskau con Christoph Eschenbach (1973–77) (DGG CD 439 417-2).
- Dietrich Fischer-Dieskau con Vladimir Horowitz (Sony Classical 074644674323).
- Wolfgang Holzmair con Imogen Cooper (Philips Dig 446 086-2).
- Gerhard Hüsch con Hanns Udo Müller (anni trenta) (HMV 78rpm).
- Lotte Lehmann con Bruno Walter (1940s), (Philips Minigroove LP ABL 3166, Columbia 10" LP 33C1020)
- Walther Ludwig con Michael Raucheisen (DGG LP 16029)
- Charles Panzéra (baritono) con Alfred Cortot (HMV DB 4987-89)
- Ian Partridge con Jennifer Partridge, 1974 (CfP CD CFP 4651)
- Peter Pears con Benjamin Britten
- Aksel Schiøtz con Gerald Moore (1946), (HMV 78rpm DB 6270-72, HMV BLP 1064)
- Peter Schreier con Norman Shetler (1972) (DGG LP 2530 353).
- Bernhard Schütz con Reinhold Friedl (2011) (Bôłt CD BR POP01).
- Gérard Souzay con Dalton Baldwin, 1962 (Philips CD 442 741-2).
- Gérard Souzay con Jacqueline Bonneau, 1953 (Decca CD 440 065-2)
- Gérard Souzay con Alfred Cortot (1956), (Cetra LP LO 501)
- José van Dam con Dalton Baldwin (Forlane CD B0000541 FL).
- Fritz Wunderlich con Hubert Giesen, (DGG CD 449 7472).
- Werner Güra con Jan Schultsz, (2002) Harmonia Mundi (HMC 901766)